# Bra böckers lexikon

Bra böckers lexikon (BBL)  est une encyclopédie en langue suédoise, publiée entre 1973 et 1996, en quatre éditions. Chaque édition était composée de 25 volumes. La première édition a été publiée entre 1973 et 1981, la seconde en 1974-82, la troisième en 1983-90 et la quatrième en 1991-96. En 1995-99, une édition spéciale, Bra böckers lexikon 2000, a été publiée.